# Съезжий дом Нарвской части

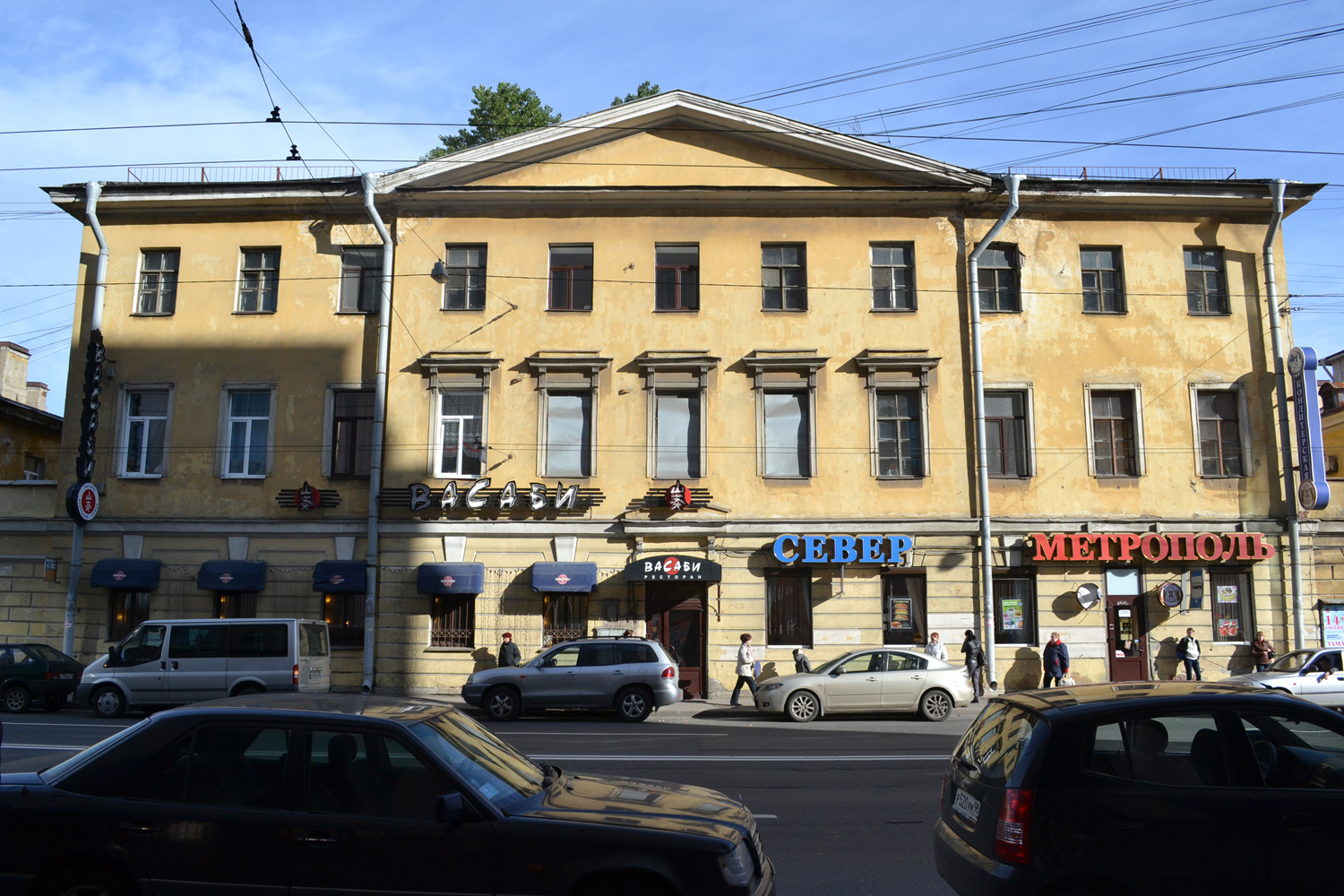
Главный корпус

Съезжий дом Нарвской части — памятник архитектуры. Расположен в Санкт-Петербурге, современный адрес дома — Лермонтовский проспект, 46-48, 9-я Красноармейская улица, 10А, 10-я Красноармейская улица, 5.
Комплекс зданий сооружён в 1834—1837 годах по проекту А. Е. Штауберта. До начала 1830-х годов квартал между 9-й и 10-й Красноармейской улицами был не застроен, в нём были огороды лейб-гвардии Измайловского полка.
Центральный корпус трёхэтажный, по сторонам от него расположены два двухэтажных флигеля, между ними стоят кирпичные стены с прямоугольными арками, само здание оформлено сдержанно. Стены первых этажей рустованы. В центре фасада — пятиосный ризалит, увенчанный треугольным фронтоном. На окнах второго этажа — прямые сандрики на кронштейнах. Фасады боковых флигелей завершены ступенчатыми аттиками. Ранее над третьим этажом главного корпуса была деревянная каланча. Один из двухэтажных флигелей, выходящий на 9-ю Красноармейскую — более 60 метров в длину, в нём находится пожарная часть.